# Campeonato Mundial de Patinaje Artístico sobre Hielo de 2025
El CXV Campeonato Mundial de Patinaje Artístico se celebró en Boston (Estados Unidos) entre el 26 y el 30 de marzo de 2025 bajo la organización de la Unión Internacional de Patinaje sobre Hielo (ISU) y la Federación Estadounidense de Patinaje sobre Hielo.
Las competiciones se realizaron en el TD Garden de la ciudad estadounidense. 
Los patinadores de Rusia y Bielorrusia fueron excluidos de este campeonato debido a la invasión rusa de Ucrania.

## Calendario
- Hora local de Boston (UTC-4).

| Programa corto | Programa libre |

| Fecha       | Hora        | Evento             |
| ----------- | ----------- | ------------------ |
| 26 de marzo | 12:05-16:45 | Femenino           |
| 26 de marzo | 18:45-22:20 | Parejas            |
| 27 de marzo | 11:05-16:45 | Masculino          |
| 27 de marzo | 18:15-21:55 | Parejas            |
| 28 de marzo | 11:15-16:50 | Danza sobre hielo  |
| 28 de marzo | 18:00-21:50 | Femenino           |
| 29 de marzo | 13:30-16:50 | Danza sobre hielo  |
| 29 de marzo | 18:00-21:50 | Masculino          |
| 30 de marzo | 14:00       | Gala de exhibición |

## Resultados

### Masculino
| Puesto | Nombre           | País           | Puntos |
| ------ | ---------------- | -------------- | ------ |
| Oro    | Ilia Malinin     | Estados Unidos | 318,56 |
| Plata  | Mijail Shaidorov | Kazajistán     | 287,47 |
| Bronce | Yuma Kagiyama    | Japón          | 278,19 |

### Femenino
| Puesto | Nombre         | País           | Puntos |
| ------ | -------------- | -------------- | ------ |
| Oro    | Alysa Liu      | Estados Unidos | 222,97 |
| Plata  | Kaori Sakamoto | Japón          | 217,98 |
| Bronce | Mone Chiba     | Japón          | 215,54 |

### Parejas
| Puesto | Nombre                      | País     | Puntos |
| ------ | --------------------------- | -------- | ------ |
| Oro    | Riku Miura Ryuichi Kihara   | Japón    | 219,79 |
| Plata  | Minerva Hase Nikita Volodin | Alemania | 219,08 |
| Bronce | Sara Conti Niccolò Macii    | Italia   | 210,47 |

### Danza en hielo
| Puesto | Nombre                    | País           | Puntos |
| ------ | ------------------------- | -------------- | ------ |
| Oro    | Madison Chock Evan Bates  | Estados Unidos | 222,06 |
| Plata  | Piper Gilles Paul Poirier | Canadá         | 216,54 |
| Bronce | Lilah Fear Lewis Gibson   | Reino Unido    | 207,11 |

## Medallero
| Núm. | País           | Oro | Plata | Bronce | Total |
| ---- | -------------- | --- | ----- | ------ | ----- |
| 1    | Estados Unidos | 3   | 0     | 0      | 3     |
| 2    | Japón          | 1   | 1     | 2      | 4     |
| 3    | Alemania       | 0   | 1     | 0      | 1     |
| 3    | Canadá         | 0   | 1     | 0      | 1     |
| 3    | Kazajistán     | 0   | 1     | 0      | 1     |
| 6    | Italia         | 0   | 0     | 1      | 1     |
| 6    | Reino Unido    | 0   | 0     | 1      | 1     |
|      | TOTAL          | 4   | 4     | 4      | 12    |